# Spanish
"Spanish" jest czwartym singlem brytyjskiego artysty R&B Craiga Davida z jego drugiego albumu o nazwie Slicker Than Your Average. Utwór ten stał się dziesiątym hitem Davida (wliczając również te nagrane z Artful Dodger), który trafił do Top 10 najlepszych piosenek w Wielkiej Brytanii. Osiągając wówczas #8 miejsce na UK Singles Chart i spędził sześć tygodni na UK Top 75. "Spanish" był pierwszym singlem Craiga, w którym włączył hiszpańskie elementy do swojej muzyki, współpracując przy tym z hiszpańskim raperem Duke One. W Australii utwór "Spanish" został pominięty, a jako czwarty singiel został wydany tam utwór "World Filled with Love".

## Teledysk
Teledysk do utworu "Spanish" został opublikowany 13 września 2011 roku w serwisie YouTube. Trwa on 3:38 minut. Ukazuje on głównie Davida koncertującego w hiszpańskim klubie oraz tańczące pary w rytm muzyki. W teledysku pojawia się również gościnnie raper Duke One. Wideo do utworu zostało wyreżyserowane przez zespół Calabazitaz.

## Formaty i listy utworów
UK CD 1:
| Nr | Tytuł utworu                                         | Długość |
| -- | ---------------------------------------------------- | ------- |
| 1. | „Spanish”                                            | 4:44    |
| 2. | „What's Your Flava?” (na żywo)                       | 4:35    |
| 3. | „Candle in the Wind” (na żywo z The Old Vic, Londyn) | 3:31    |
| 4. | „Justine You Sexy Thing” (Quieres Beber Conmigo)     |         |
|    |                                                      | 12:50   |

UK CD 2:
| Nr | Tytuł utworu                                             | Długość |
| -- | -------------------------------------------------------- | ------- |
| 1. | „Spanish” (wersja radiowa)                               | 3:38    |
| 2. | „Spanish” (Blacksmith R&B Rub)                           | 4:35    |
| 3. | „Spanish” (Rishi Rich Desi Kulcha Remix (feat. Juggy D)) | 4:46    |
| 4. | „Spanish” (John Riley Club Mix)                          | 5:36    |
|    |                                                          | 18:35   |

UK CD 3 – "Spanish Mixes":
| Nr | Tytuł utworu                       | Długość |
| -- | ---------------------------------- | ------- |
| 1. | „Spanish” (wersja radiowa)         | 3:38    |
| 2. | „Spanish” (Rishi Rich Mix)         | 4:50    |
| 3. | „Spanish” (Blacksmith R&B Rub)     | 4:35    |
| 4. | „Spanish” (Blacksmith Hip Hop Mix) | 4:21    |
| 5. | „Spanish” (John Riley Club Mix)    | 5:36    |
|    |                                    | 23:00   |

UK CD 4 (Cardboard sleeve), digital download:
| Nr | Tytuł utworu                                             | Długość |
| -- | -------------------------------------------------------- | ------- |
| 1. | „Spanish” (wersja radiowa)                               | 3:38    |
| 2. | „Spanish” (Rishi Rich Desi Kulcha Remix (feat. Juggy D)) | 4:46    |
|    |                                                          | 8:24    |

UK 12" Vinyl:
| Nr | Tytuł utworu                                             | Długość |
| -- | -------------------------------------------------------- | ------- |
| 1. | „Spanish” (Rishi Rich Desi Kulcha Remix (feat. Juggy D)) | 4:46    |
| 2. | „Spanish” (Blacksmith R&B Rub)                           | 4:35    |
| 3. | „Spanish” (wersja radiowa)                               | 3:38    |
|    |                                                          | 12:59   |

## Pozycje na listach
"Spanish" zadebiutował na UK Singles Chart na #8 miejscu w Wielkiej Brytanii i utrzymał się na liście przez sześć tygodni.
| Lista                                   | Najlepsza pozycja |
| --------------------------------------- | ----------------- |
| Belgian Singles Chart (Flandria)        | 4                 |
| Belgian Singles Chart (Region Waloński) | 3                 |
| Dutch Singles Chart                     | 83                |
| Ireland Singles Chart                   | 31                |
| Swiss Singles Chart                     | 39                |
| UK Singles Chart                        | 8                 |
| Eurochart Hot 100 Singles               | 46                |
| World Chart Show                        | 20                |